# Mennonietenkerk (Norden)
De Mennonietenkerk (Duits: Mennonitenkirche) is de doopsgezinde kerk van de Oost-Friese plaats Norden en behoort tot de meest noemenswaardige gebouwen van de stad. De kerk staat onder monumentenzorg en bevindt zich aan de zuidelijke kant van het marktplein.

## Bouwbeschrijving

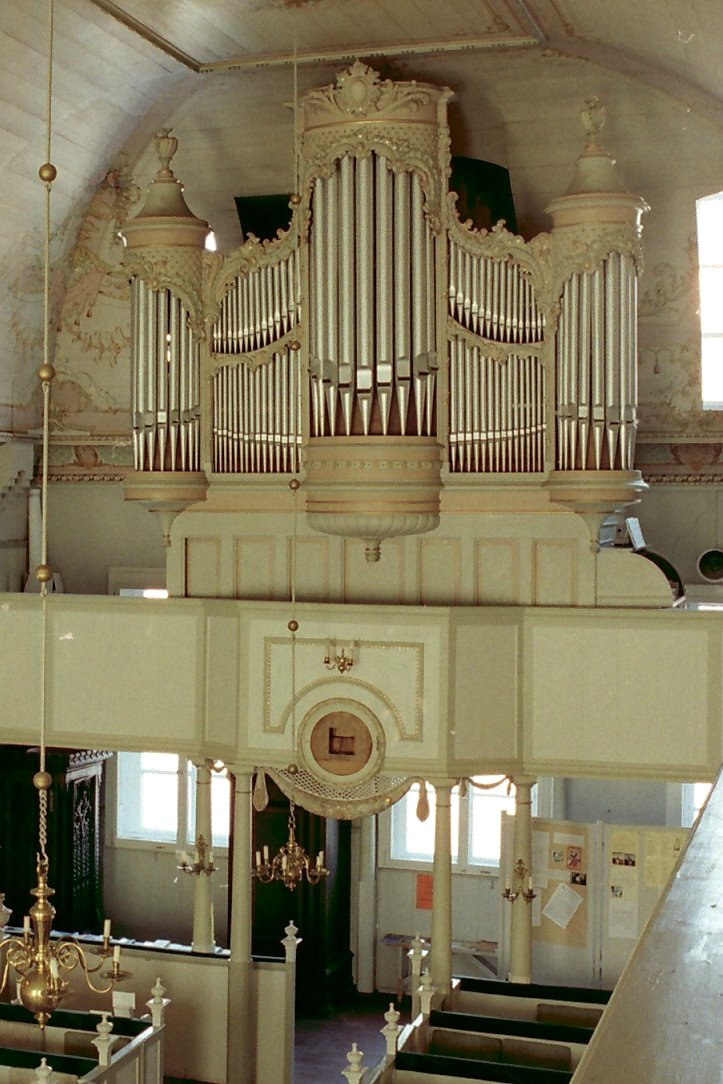
Het orgel uit 1900 (in 2005)

Het hoofdgebouw van de mennonietenkerk in Norden betreft een voormalig patriciërshuis, dat in 1662 werd gebouwd. Het gebouw kwam in 1795 in handen van de doopsgezinden, waarna een omvangrijke verbouwing van het interieur plaatsvond. In het linkerdeel van het gebouw verwijderde men de tussenverdieping om er een kerkzaal voor ongeveer 150 personen in te richten. Het interieur bezit een overigens voor Duitse mennonitische kerken uniek rococo-interieur. Afgezien van de fraaie kansel en de avondmaalstafel valt ook het beschilderde plafond uit 1900 van de kerk op.
De gevel bezit naar het Marktplein toe decoratieve guirlandes met vruchten. De gebouwen links en rechts van het hoofdgebouw werden pas later verworven en vervolgens aan de stijl van de gevel van het hoofdgebouw aangepast. Op het dak van het hoofdgebouw staat een kleine kerktoren, waarin echter geen klokken hangen.
Twee tot dan toe als particuliere woningen dienstdoende delen van het gebouw werden in 2009 gemoderniseerd en verbouwd tot vertrekken voor bijeenkomsten en vergaderingen.

## De gemeente
De doopsgezinde gemeente van Norden wortelt in de Noordwest-Duitse doperse beweging, waarvan de stad Emden lange tijd het centrum was. Een concrete stichtingsdatum is onbekend, maar er vond in 1556 een religieus gesprek tussen de predikant van de hervormden en de mennonieten van Norden plaats.
Al voor de verbouwing van de huidige kerk bezat de gemeente een eigen vermaning. In de 18e eeuw scheurde de gemeente in een Vlaamse en een Waterlandse gemeente uiteen, maar in april 1780 werden de gemeenten weer samengevoegd. Daarvoor had de doperse gemeente in de Krummhörn zich al bij de Vlaamse gemeente aangesloten.
Tegenwoordig vormt de kleine gemeente samen met Emden, Oldenburg en Gronau een samenwerkingverband, die de betaling van een gemeenschappelijke voorganger regelt. Erediensten vinden elke zondag plaats, enige daarvan worden in de Russische taal gehouden.
De mennonieten van Norden hebben een sterke oecumenische inslag en beschouwen zichzelf als een liberale mennonietengemeente.

## Orgel
Het orgel uit het begin van de 20e eeuw van de Gebr. Link uit Giengen an der Brenz bleef volledig bewaard.